# Lierhaushof

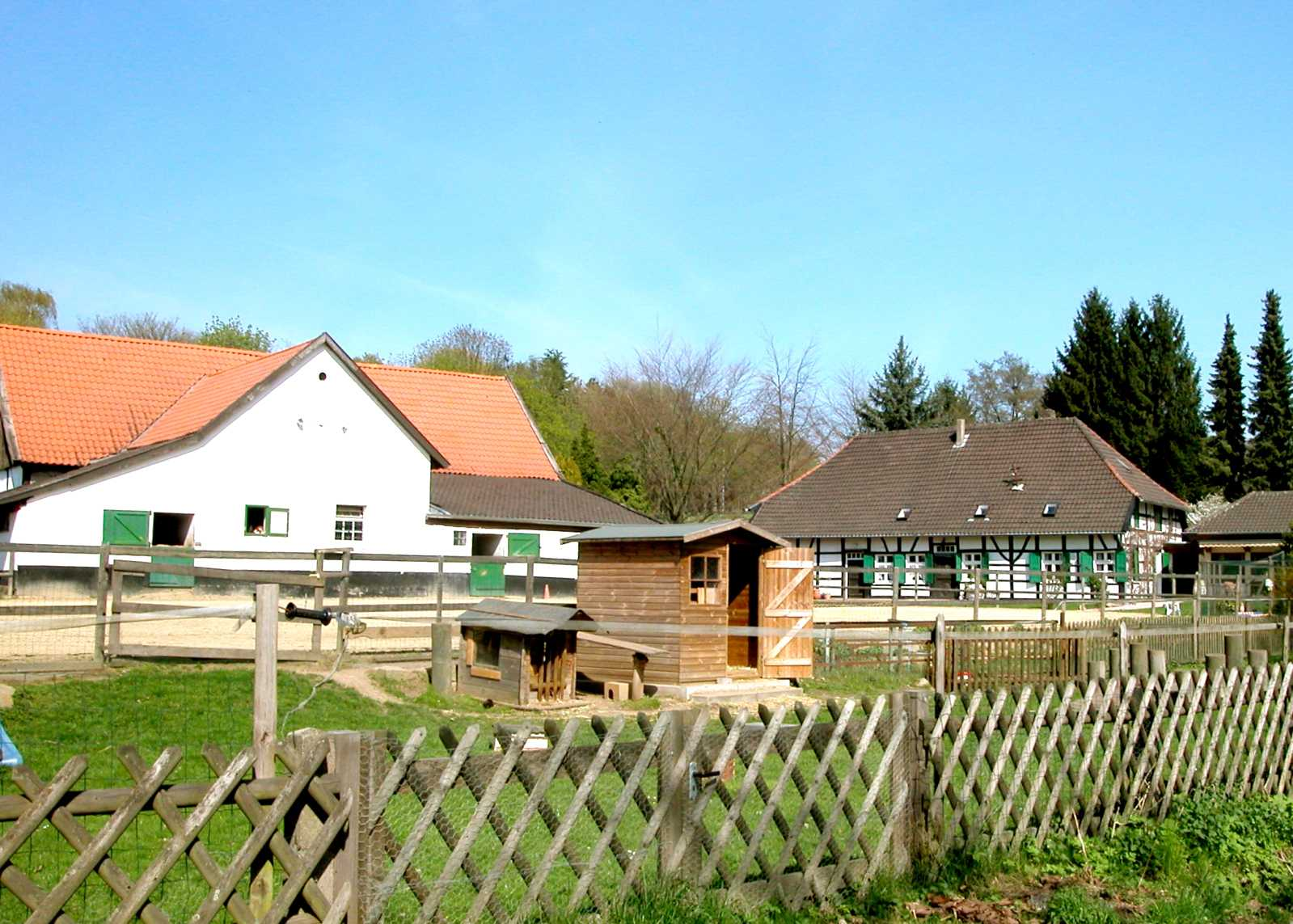
Lierhaushof 2009

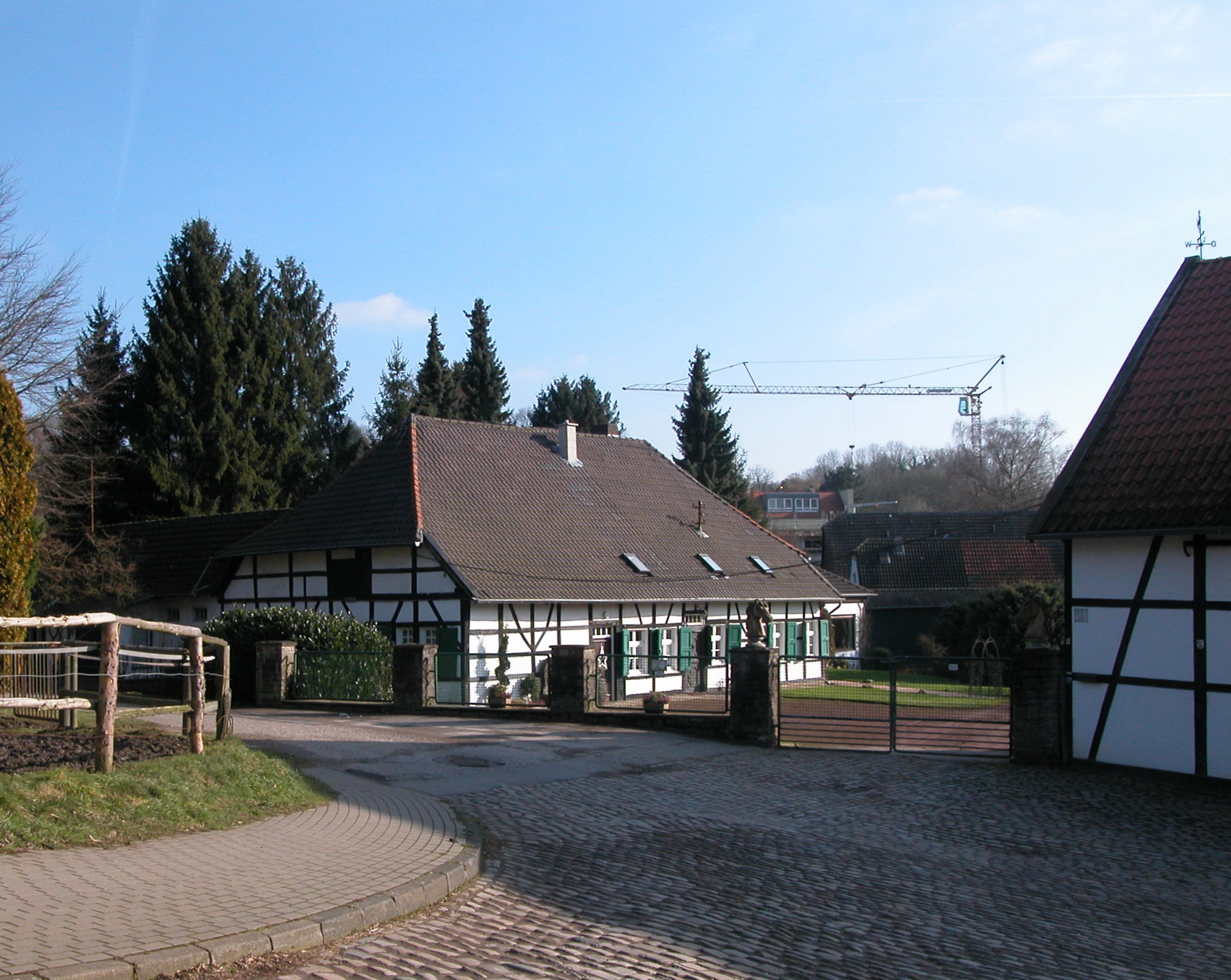
Lierhaushof 2013

Der ehemalige Lierhaushof gehört zu den ältesten erhaltenen landwirtschaftlichen Gebäuden in Mülheim an der Ruhr. 
Die Fachwerkhofanlage von 1738 ist in die Liste der Baudenkmäler in Menden-Holthausen eingetragen. Der auch als „Reiterhof Lierhaushof“ bezeichnete private Komplex aus „eingeschossigem, krüppelgewalmten Wohnhaus, Scheune des 19. Jh. und einem heute gleichfalls als Wohnhaus genutzten ehemaligen Backhaus“ liegt im Ortsteil Ickten des Stadtteils Menden-Holthausen nahe der Stadtgrenze zu Essen-Kettwig und hat die Anschrift Forstbachtal 4. Das natürliche Bachbett des Ruhr-Zuflusses Forstbach endet oberhalb der Mendener Straße beim „Lierhaushof“. Zum „Lierhaushof“ gehörte bis etwa 1938 auch die „Lierhausmühle“, für die vom Forstbach ein Zufluss angelegt worden war.